# Gerhard Harpers
Gerhard Harpers (* 12. März 1928 in Bochum; † 27. Mai 2016 in Dortmund) war ein deutscher Fußballspieler und -trainer.

## Biographisches
„Gerdi“ Harpers wurde als eines von sechs Kindern einer Bergarbeiterfamilie geboren; bereits mit sechs Jahren trat er dem SuS Gerthe in seiner Heimatstadt bei. Über seinen Werdegang während der Kriegsjahre ist nichts bekannt; es ist aber zu vermuten, dass sein Vater als Bergmann unabkömmlich war und somit nicht an die Front musste. Er selbst absolvierte eine Lehre als Dreher und spielte als Heranwachsender beim VfL Bochum.

## Vereinskarriere
1947 verpflichtete der SV Sodingen, ein Verein aus Herne in unmittelbarer Nachbarschaft seines Wohnorts Gerthe gelegen und eine nahezu reine Betriebsmannschaft der Zeche Mont Cenis, den torgefährlichen linken Läufer. 1950 stieg Harpers mit seinen Grün-Weißen in die 2. Liga, 1952 weiter in die Oberliga West auf. Bereits 1953 hatte er derart auf sich aufmerksam gemacht, dass er zu einem ersten A-Länderspiel (siehe unten) kam; außerdem bekam er im Sommer dieses Jahres Angebote, zu Wacker Innsbruck bzw. Sampdoria Genua zu wechseln. Harpers, ein sehr bodenständiger Mensch, zog es vor, im Ruhrgebiet zu bleiben, statt den Verlockungen der insbesondere in Italien deutlich besseren Verdienstmöglichkeiten zu erliegen. Mit Sawitzki, Adamik, Nowak, Konopczynski und Cieslarczyk hatte er Mitspieler, die auch in Sodingen das Erreichen höherer sportlicher Ziele möglich machten.
Mit der Sodinger „Knappenmannschaft“, über die Sepp Herberger wegen ihres kompromisslosen Kick-and-Rush-Stils und dem unbedingten Einsatzwillen aller Akteure sagte, sie sei „die einzige deutsche Elf, die englisch spielt“, gelang Harpers 1954/55 der zweite Platz in der Oberliga und die anschließende Teilnahme an der Endrunde um die Deutsche Meisterschaft. Hierbei stand er sowohl im Qualifikationsspiel gegen den SSV Reutlingen als auch in den sechs Gruppenspielen (gegen den 1. FC Kaiserslautern, den Hamburger SV und den BFC Viktoria 1889) auf dem Rasen, wobei ihm gegen die Berliner auch ein Treffer gelang.
Höhepunkt dieser Runde war die Begegnung gegen die mit all ihren „Berner Weltmeistern“ antretenden Lauterer am 22. Mai 1955; wegen des erwarteten Besucheransturms war das Heimspiel in die Schalker Glückauf-Kampfbahn verlegt worden, wo es schon Stunden vor Spielbeginn zu chaotischen Zuständen kam, weil etwa 80.000 Menschen in das nur 40.000 Plätze bietende Stadion drängten. Bei Anpfiff hatten etwa 55.000 von ihnen Einlass gefunden, die – obwohl die Partie mehrfach unterbrochen werden musste, weil die Zuschauermassen meterweit auf dem Spielfeld standen – ein hochdramatisches Spiel mit einem für Harpers' Mannen eher unglücklichen Ausgang (2:2) sahen. Am Ende reichte es zwar nicht zum Einzug in das Endspiel, aber Sodingen wurde mit 7:5 Punkten hinter dem 1. FCK (9:3) und dem HSV (8:4) achtbarer Gruppendritter und der Name des Vorortvereins war weit über das Ruhrgebiet hinaus ein Begriff geworden.
1956 verließ Gerhard Harpers seine Heimat dann doch und heuerte bei Fortuna Düsseldorf an, die ihm einen Arbeitsplatz in einer Brauerei verschafft hatte. Bei den Rheinländern wurde er aber nicht wirklich glücklich, war zudem auch von Verletzungen geplagt und beendete nach einem Wadenbeinbruch 1959 seine Karriere als Vertragsspieler. Es folgte noch eine Saison bei seinem allerersten Klub in Gerthe.
Insgesamt hat Harpers es auf 154 Oberligaspiele gebracht und darin 36 Tore erzielt, davon 125/29 für Sodingen und 29/7 für Düsseldorf.
Noch 2009 war Gerhard Harpers in seinem Wohnort Gerthe bei Amateurspielen der Spielvereinigung Gerthe auf den Zuschauerrängen anzutreffen.

## Der Nationalspieler
Gerhard Harpers bestritt zwischen März 1953 (0:0 gegen Österreich) und November 1955 (2:0 gegen Norwegen) sechs A-Länderspiele und stand zwischen November 1952 und Mai 1956 auch viermal in der B-Nationalelf; dabei waren die Gegner zweimal die Schweiz sowie England und Spanien. Für die Weltmeisterschaft 1954 war er ein heißer Kandidat, doch strich ihn der Bundestrainer in letzter Minute aus dem deutschen Aufgebot und ersetzte ihn durch Ulli Biesinger. Die Gründe dafür waren jedenfalls nicht in erster Linie in „Gerdis“ Leistungen auf dem Rasen zu suchen; es spricht vielmehr einiges dafür, dass der lebenslustige und manchmal vorlaute Außenläufer nicht unbedingt den Vorstellungen von Disziplin entsprach, auf die Sepp Herberger großen Wert legte. Harpers selbst ergänzte später, dass „der Arbeiterverein und seine Spieler beim DFB keine Lobby hatten“.
 Allerdings stand er im Dezember 1954 wieder in der A-Mannschaft, die im Wembley-Stadion 1:3 gegen England unterlag, und wurde danach auch noch gegen Portugal sowie 1955 gegen Italien, die Sowjetunion und Norwegen (s. o.) eingesetzt.

## Der Trainer
Hauptberuflich ab 1959 im Sozialamt von Castrop-Rauxel beschäftigt, trainierte er in den folgenden Jahren mehrere Amateurklubs, bei denen er insbesondere mit Arminia Ickern und Hellweg Lütgendortmund regionale Erfolge erzielen konnte. In den Spielzeiten 1978/79 und (zeitweise) 1979/80 war er Trainer seines alten Vereins, des SV Sodingen. Nebenher spielte er in zahlreichen Prominentenmannschaften, ehe er auch diese Aktivitäten Ende der 1980er-Jahre aus gesundheitlichen Gründen beenden musste.